# Prea târziu pentru eroi
Too Late the Hero (Prea târziu pentru eroi) este un film american de război  din 1970 regizat de Robert Aldrich și cu Michael Caine, Cliff Robertson, Ian Bannen⁠(d) și Harry Andrews în rolurile principale.

## Rezumat
În Teatrul din Pacific al celui de-al Doilea Război Mondial din 1942, locotenentul Sam Lawson, USN, este un interpret de limba japoneză care – până acum – a evitat lupta. Comandantul său, căpitanul John G. Nolan, îi anulează în mod neașteptat concediul și îl informează pe Lawson că urmează să fie repartizat într-o unitate de comando de infanterie britanică din Insulele New Hebrides⁠(d) pentru o misiune de luptă.
Baza britanică se află în mijlocul unui mare câmp deschis, la câteva sute de metri de marginea junglei; de cealaltă parte a junglei se află un post japonez de observare și comunicații. La scurt timp după sosirea lui Lawson la bază, o patrulă de soldați britanici fug dinspre junglă și traversează câmpul deschis, aceștia fiind urmăriți de japonezi. Comandantul bazei, col. Thompson, îi instruiește pe oamenii săi să stea în poziții departe de raza inamicului; și privesc cum patrula este doborâtă japonezi.
Grupul de comando al lui Lawson este instruit să distrugă transmițătorul radio al japonezilor pentru a-i împiedica să trimită un semnal de alarmă despre un convoi naval american care este programat să apară la orizont în trei zile. Operatorul radio al postului transmite un semnal „totul e bine” în fiecare noapte la miezul nopții; va fi treaba lui Lawson să transmită un semnal fals (în japoneză) pentru a le da aliaților încă 24 de ore.
Grupul de comando este condus de căpitanul Hornsby, un ofițer de clasă superioară dar care a făcut multe prostii la viața lui. Ceilalți membri sunt recrutați din Singapore al căror entuziasm pentru luptă lasă de dorit: soldat Tosh Hearne, un Cockney cinic care este și medic al echipei; soldatul scoțian Campbell, un om din Glasgow gras; sergentul cu părul cărunt Johnstone; Signalman Scott, operatorul radio; soldatul Griffiths, soldatul Rogers, soldatul Currie, soldatul Connolly, caporalul McLean și soldatul Riddle.
Până când echipa să ajungă la postul japonez, Riddle, Connolly și Currie sunt uciși într-o ambuscadă  — care, murmură Hearne lui Lawson, se datorează în întregime incompetenței lui Hornsby: erau poziționați de ambele părți ale potecii, iar morții  par sa fi fost victimele focului prietenesc. Când Johnstone este rănit într-o altă întâlnire, Hornsby îl lasă în urmă; La scurt timp după aceea, Johnstone este descoperit de japonezi și i se taie gâtul.
După ce Scott scapă și distruge radioul pe care Lawson trebuia să-l folosească, Hornsby decide să folosească radioul japonez. Lawson refuză categoric să ia parte la o astfel de schemă, cu  scuza că Hornsby nu se supune ordinelor. Cu toate acestea, Hornsby intră cu îndrăzneală în tabăra japoneză și în coliba radio fără a fi văzut; îl elimină pe operatorul radio și le face semn lui Lawson și Scott. Scott merge la colibă, dar în ciuda îndemnurilor lui Hearne, Lawson refuză să meargă. Operatorul de radio japonez apare, iar în conflictul care a urmat, atât Scott, cât și Hornsby sunt uciși.
Lawson este acum ofițerul cu cel mai mare rang, doar Hearne, Campbell, Jock, Griffiths și McLean au rămas în viață — iar Jock a fost rănit. Maiorul japonez Yamaguchi este hotărât să-i împiedice să raporteze existența aerodromului secret japonez și a avioanelor pe care le-au descoperit. Prin difuzoarele din copaci, Yamaguchi îi îndeamnă pe bărbați să se predea. Lawson și Hearne sunt de acord că Yamaguchi nu este de încredere, dar Campbell este în favoarea capitulării. În cele din urmă, în timp ce Lawson și Hearne dorm, Campbell încearcă să se strecoare în junglă; dar Jock îl vede și îl întreabă unde se duce. Campbell îl sugrumă pe Jock, îi trezește pe Griffiths și McLean, iar cei trei fug.
Yamaguchi încearcă să folosească viețile lui Griffiths și McLean ca monede de schimb. (Campbell, pe de altă parte, este ucis într-un mod înfiorător după ce japonezii descoperă că are un inel luat de la degetul unuia dintre ofițerii din patrula care i-a prins în ambuscadă.) În timp ce Lawson și Hearne ajung la marginea câmpului deschis adiacent bazei britanice, Yamaguchi anunță că au trei minute pentru a se preda; soldații japonezi au câmpul acoperit de puști și mitraliere. Hearne plusează și îl ucide pe Yamaguchi. Apoi fug prin câmp. În ciuda focului de acoperire de la bază, primul este lovit, apoi celălalt.
După ce l-au ucis pe maiorul japonez, Lawson și Hearne sprintează pe câmp în zig-zag. În ciuda focului de acoperire de la bază, primul este lovit, apoi celălalt. Unul dintre ei (Hearne) se ridică și se mișcă clătinându-se spre bază pentru a fi în siguranță.
Când colonelul Thompson îl întreabă cine este celălalt bărbat, Hearne îi răspunde: „Un erou. A ucis cincisprezece japonezi de unul singur — treizeci, dacă vrei.”

## Distribuție
- Michael Caine ca soldatul Tosh Hearne
- Cliff Robertson ca locotenentul Sam Lawson
- Ian Bannen ca soldatul Jock Thornton
- Harry Andrews - colonelul Thompson
- Ronald Fraser ca soldatul Campbell
- Denholm Elliott - căpitanul Hornsby
- Lance Percival - caporalul McLean
- Percy Herbert - sergentul Johnstone
- Patrick Jordan - sergent major
- Sam Kydd - sergent de culoare
- William Beckley - soldatul Currie
- Martin Horsey - soldatul Griffiths
- Harvey Jason - Signalman Scott
- Don Knight - soldatul Connolly
- Roger Newman - soldat Riddle
- Michael Parsons - soldatul Rafferty (ca Michael J. Parson)
- Sean MacDuff - soldatul Rogers
- Frank Webb - soldat
- Henry Fonda - căpitanul John G. Nolan
- Ken Takakura - maiorul Yamaguchi

## Producție

### Dezvoltare
Aldrich a spus mai târziu că a scris pentru prima dată povestea în 1959 împreună cu Robert Sherman. În acel an, când producea filme în Europa, a spus că va căuta locuri în Birmania și că a vrut ca în rolul principal să fie Laurence Olivier și Trevor Howard. 
În 1963, Aldrich urma să facă o listă de 14 milioane de dolari cu opt lungmetraje și un serial TV pentru compania sa de producție, The Associates and Aldrich Company, pe baza succesului Ce s-a întâmplat cu Baby Jane? , Sodoma și Gomora și 4 For Texas⁠(d). Proiectele de film au fost Cross of Iron de Lukas Heller⁠(d), Hush... Hush, Sweet Charlotte, The Tsar's Bride de Robert Sherman, Brouhaha de George Tabori, The Legend of Lylah Clare, Paper Eagle, There Really Was a Gold Mine (o continuare a lui Vera Cruz) și Genghis Khan's Bicycle, serialul TV fiind Omul de Heller. Scenariile au fost finalizate și pentru Now We Know de John O'Hara⁠(d) și Halstead Welles, Vengeance is Mine, Potluck for Pomeroy și Too Late the Hero de Robert Sherman. 
Aldrich a spus mai târziu că a scris scenariul schiță inițial, apoi l-a rescris Lukas Heller, care „a făcut din acesta un scenariu mult mai bun”.  Cu toate acestea, filmul nu a fost făcut decât după ce Aldrich a avut un mare succes cu Duzina de ticăloși.
Robert Aldrich și-a amintit că ABC Films dorea o altă versiune a The Dirty Dozen și că Too Late the Hero, o proprietate care ar putea folosi unele dintre aceleași elemente, a stat în sertarele studiourilor de peste un deceniu.  Ideea filmului a venit dintr-un roman nepublicat numit Don't Die Mad de Robert Sherman, care a lucrat la mai multe filme cu Aldrich. 

### Acuratețe istorică
Japonezii nu au fost niciodată în New Hebrides în al Doilea Război Mondial; forțele americane au ajuns aici în mai 1942. 
Atitudinile descrise în filmul despre al Doilea Război Mondial, realizat în perioada războiului din Vietnam, reflectă anii 1960, un personaj vorbind despre „obiectorii de conștiință cu părul lung”. Afișul care face publicitate filmului arăta un soldat căzut îmbrăcat într-o uniformă americană din anii 1960 și ținând o pușcă M16 folosită în Vietnam din 1963.